# 有吉新吾
有吉 新吾（ありよし しんご、1911年12月29日 - 2004年1月20日）は、日本の実業家。三井鉱山社長・会長、日本石炭協会会長を歴任。

## 経歴
- 1911年12月 福岡市生
- 1929年3月 福岡県中学修猷館卒業[1][2]
- 1931年3月 旧制福岡高等学校文科甲類卒業[3]
- 1934年
  - 3月 京都帝国大学経済学部卒業
  - 4月 三井鉱山入社
- 1962年11月 同社常務取締役
- 1966年11月 同社専務取締役
- 1968年11月 同社取締役副社長
- 1972年11月 同社取締役社長
- 1981年6月 同社取締役会長
- 1986年6月 同社相談役